# 西芒·萨布罗萨

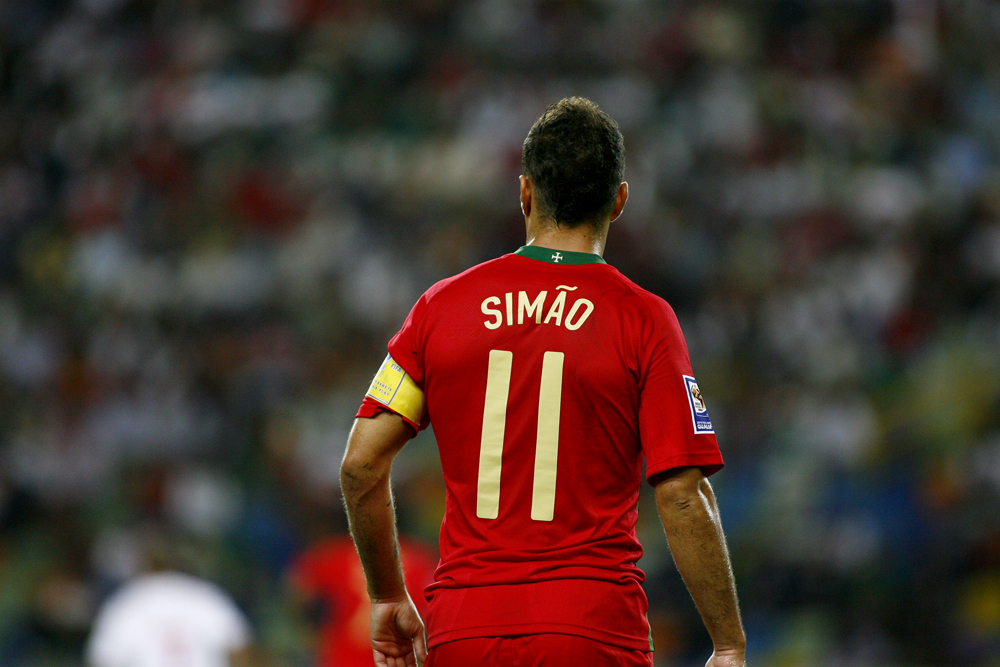
西芒·萨布罗萨

西芒·佩德罗·丰塞卡·萨布罗萨（Simão Pedro Fonseca Sabrosa，一般縮寫為西芒·萨布罗萨（Simão Sabrosa），1979年10月31日—），乃一名葡萄牙足球運動員，曾效力葡萄牙球會本菲卡，場上位置是翼鋒。

## 生平
森馬奧乃由葡萄牙球會士砵亭一手訓練，早於1999年已轉到鄰國西班牙效力當地班霸巴塞羅那。效力了兩季後，於2001年重返葡萄牙效力本菲卡。效力了五季，已為本菲卡贏得2004年葡萄牙杯，和2005年葡超聯賽冠軍。
森馬奧早於1996年已入選葡萄牙國家青年隊出賽，1998年已入選正式國家隊。他出席過2004年歐洲國家杯，贏得一個亞軍；2006年世界杯他有份出賽，贏得了一個殿軍。
森馬奧本身是一名前鋒，但同時也可轉作翼鋒，以速度聞名之餘也有細膩的技術。同時他也是一個罰球專家。他常被多家海外大球會招攬，如英超四強的曼聯和利物浦。
2007年夏天轉會至西甲球會馬德里體育會。
2011年冬季轉會至土耳其球會比錫達斯。

## 榮譽
- 葡萄牙超級聯賽冠軍：2005
- 葡萄牙杯：2004
- 歐洲國家杯亞軍：2004
- 世界杯殿軍：2006